# Георг Кристоф фон Хазланг
Георг Кристоф фон Хазланг (на немски: Georg Christoph von Haslang; * 25 септември 1602 в Мюнхен; † 15 април 1684 в Хоенкамер в област Фрайзинг) е фрайхер от стария баварски род Хазланг, пратеник на курфюрст Максимилиан I Баварски при Вестфалските мирни преговори в Мюнстер и Оснабрюк.
Той е син на дворцовия съветник Хайнрих фон Хазланг († 1607) и съпругата му Барбара фон Клозен.
Георг Кристоф следва в университета в Инголщат и става през 1621 г. трушсес и дворцов съветник в Курфюрство Бавария. След една година е издигнат на фрайхер, започва военна кариера и през 1632 г. е шеф на конническа компания. Той е пратеник в имперското събрание в Регенсбург от 1641 до 1642 г. и също във Виена. През 1645 г. той е повишен на таен съветник и на главен пратеник за Вестфалските мирни преговори в Мюнстер. Мирните договори на 24 октомври 1648 г. в Оснабрюк не са подписани от Георг Кристоф, а от Др. Йохан Адолф Кребс. През 1653 г. той е пратеник на Курфюрство Бавария при избора за римско-немски крал на Фердинанд IV Хабсбург. Георг Кристоф е погребан в църквата в Хоенкамер, където още е запазен гробния му паметник.

## Важни служби
- 1635 кемерер
- 1639 – 1662 пфлегер на Пфафенхофен
- 1653 оберсткемерер
- 1662 – 1679 пфлегер на Фридберг
- 1643 дворцов маршал и наследствен дворцов майстер
- 1662 директор на Тайния съвет

## Фамилия
Георг Кристоф фон Хазланг се жени 1621 г. за Анна Катарина фон Далберг (* 1600), вдовица на Йохан Дитрих Ехтер фон Меспелбрун (1580 – 1628), дъщеря на Волфганг Фридрих I фон Далберг (1565 – 1621) и Урсула фон Керпен († 1611).Те имат три деца.
Георг Кристоф фон Хазланг се жени втори път на 11 февруари 1635 г. за Мария Катарина фон Фюрстенберг (* 28 януари 1611; † 13 януари 1679), дъщеря на Фридрих фон Фюрстенберг (1576 – 1646) и Анна Мария фон Керпен (1588 – 1646). Те имат пет сина и една дъщеря, между тях:
- Анна Терезия фон Хазланг, омъжена на 17 септември 1664 г. за граф Ернст Емерих т'Серклаес фон Тили († 22 април 1675)